# Kamil Wodka
Kamil Wodka (ur. 18 listopada 1994 w Brzesku) – polski aktor teatralny, telewizyjny i filmowy.

## Życiorys
Absolwent Państwowej Wyższej Szkoły Filmowej, Telewizyjnej i Teatralnej im. Leona Schillera w Łodzi w 2018 roku.
Na szklanym ekranie zadebiutował rolą Wojtka Kraszewskiego w serialu Ultraviolet i pracownika stacji w serialu Druga szansa. Od tego samego roku gra ratownika Gabriela Nowaka w serialu Na sygnale.

## Filmografia
- 2016: Mleczak (etiuda szkolna) jako Adam
- 2017: Ultraviolet jako Wojtek Kraszewski (odc. 1)
- 2017: Druga szansa jako pracownik stacji (odc. 31)
- 2017: Soyer jako kierownik sali
- od 2017: Na sygnale jako ratownik Gabriel Mściwój „Nowy” Nowak
- 2018: Diagnoza jako kelner (odc. 34)
- 2019–2020: Zawsze warto jako chłopak w banku
- 2019: O mnie się nie martw jako kurier (odc. 123, 135, 138, 142)
- 2019: Legiony jako Wicek
- 2021: Na dobre i na złe jako ratownik Gabriel „Nowy” Nowak (odc. 806)
- 2021: Sexify jako Rafał
- 2021: Krime Story. Love Story jako „Mrówa”
- 2021: Miłość do kwadratu jako asystent szefa koncernu